# Bellicoso
Bellicoso is een Italiaanse muziekterm met betrekking tot de voordracht van een stuk of van een passage. De term is afgeleid van het Latijnse bellum, dat oorlog betekent. Men kan de term dus vertalen als oorlogszuchtig of agressief. In principe heeft de voordrachtsaanwijzing geen invloed op het te spelen tempo en/of de dynamiek, maar wijzigingen hierin kunnen optreden bij de uitvoering van het stuk of de passage. Dit hangt in eerste instantie af van eventuele aparte aanwijzingen die gegeven worden voor tempo en dynamiek. Indien hiervan geen sprake is, is het in tweede instantie aan de uitvoerende musicus, c.q. de dirigent, om te bepalen of en in welke mate ook het tempo en de dynamiek een rol spelen bij de uitvoering van de voordrachtsaanwijzing.